# هارون إلينغ
هارون إلينغ (بالإنجليزية: Aaron Elling) هو لاعب كرة قدم أمريكية أمريكي، ولد في 31 مايو 1978.

## وصلات خارجية
- هارون إلينغ على موقع مرجع كرة القدم المحترفة.كوم (الإنجليزية)